# Andrea Marcolongo
Pour les articles homonymes, voir Marcolongo.
Andrea Marcolongo, née le 17 janvier 1987 à Crema (province de Crémone, Lombardie), est une journaliste et essayiste italienne.

## Biographie

### Enfance et formation
Andrea Marcolongo est née à Crema, dans la province de Crémone, le 17 janvier 1987, où elle a grandi et fréquenté le liceo classico. Après la mort de sa mère, elle s'installe en Toscane, dans le Chianti.
Andrea Marcolongo est diplômée en littérature classique, titulaire d'une maîtrise à l'école Scuola Holden (it) à Turin, où après deux ans elle a obtenu un master en techniques de la narration. Elle a notamment collaboré avec Matteo Renzi et le Partito Democratico à l'occasion de la campagne électorale de décembre 2013 et des élections européennes de mai 2014,.

### Carrière
En 2015, Andrea Marcolongo traduit du grec ancien le dialogue Palamède de Gorgias qui est adaptée au théâtre en 2016 avec une mise en scène de Alessandro Baricco.
En 2016, elle publie son premier livre chez Laterza, La lingua geniale. 9 buone ragioni per amare il greco. Le livre devient un best-seller en Italie avec 300 000 exemplaires vendus et 18 éditions,. En décembre 2016, La lingua geniale. 9 buone ragioni per amare il greco remporte le prix Lions Club au prix littéraire Cesare Angelini (it) de l'Université de Pavie. Le livre est traduit en France et en Belgique chez la maison d'édition Les Belles Lettres, en Espagne, au Chili, en Argentine, en Colombie, au Mexique et au Pérou chez Penguin Random House avec le titre La lingua de los dioses, en Allemagne pour Piper Verlag, aux Pays-Bas pour Wereldbibliotheek, en Grèce pour Patakis, en Croatie pour Sandorf, en Grande-Bretagne et aux États-Unis pour Europa Editions.
En février 2018, La Langue géniale : 9 bonnes raisons d'aimer le grec (Les Belles Lettres) arrive en tête du classement des livres français. Le livre reçoit des critiques de la presse française, notamment Le Figaro et Le Monde. Aux États-Unis The brilliant language (La langue géniale) est publié par la maison d'édition Europa Editions avec une traduction de Will Schutt. The New Yorker dans un article de la rédactrice Mary Norris le définit comme un instant classic, tandis que l'écrivain américain André Aciman parle d'Andrea Marcolongo comme de la « nouvelle Montaigne ».
En 2018, elle publie en Italie La Misura Eroica. Il mito degli argonauti e il coraggio che spinge gli uomini ad amare pour la maison d'édition Mondadori : Enzo Bianchi écrit dans La Stampa que « parcourir les pages de ce livre signifie entrer, avec mesure et amabilité, dans une seule réalité, qui peut aussi se résumer en un nom et un adjectif: l'aventure humaine » tandis que La Repubblica parle d'« un livre à la fois hyperclassique et ultra-contemporain dans sa vocation à allier grande histoire, essai profond, histoire personnelle et introspection ».
En France, le livre est publié en 2019 par la maison d'éditions Les Belles Lettres avec le titre La part du héros. Transfuge parle « d'un livre touffu, baroque, lumineux et enthousiasmant, qu’on n’oubliera pas d’emporter dans son canot de sauvetage quand on abandonnera le navire ». En Amérique du Sud le livre est présenté à la Foire du livre de Santiago du Chili, au Pérou à Arequipa et Cuzco, en Colombie à Bogotà et à Carthagène des Indes et au Mexique à Querétaro.
En 2019, Marcolongo publie pour Mondadori le recueil d'étymologies Alla Fonte delle parole: 99 parole che raccontano di noi, dont l'édition française est publiée aux Belles Lettres avec le titre Étymologies. Pour survivre au chaos et en Espagne chez Penguin Random House avec le titre Etimologías para sobrevivir al caos.
En 2020, Marcolongo publie chez l'éditeur Laterza La lezione di Enea. En 2021 le livre est traduit en français aux éditions Gallimard sous le titre L'art de résister. Comment « l'Éneide » nous apprend à traverser une crise. Le livre est présenté au Forum Philo au Mans organisé par le journal Le Monde,. Un extrait de son intervention a été publié dans l'ouvrage collectif Être Humain ? chez Gallimard/Folio sous la direction de Jean Birnbaum.
Au printemps 2022, elle publie pour le journal italien La Repubblica une série en quatre volumes consacrée au mythe antique tandis qu'au printemps 2022 elle publie en Espagne, avec les dessins d'Andrea Ucini, chez l'éditeur catalan Zahorí et chez Mondadori, son premier livre pour enfants, Il viaggio delle parole  (titre original El viaje de las palabras).
Au printemps 2022, paraît son livre De Arte Gymnastica. Da Maratona a Atene con le ali ai piedi (Éditions Laterza), dans lequel l'auteur raconte son premier marathon et la conception du sport dans l'antiquité.
À l'automne 2022, le livre collectif Le rose a dicembre paraît chez Mondadori avec un récit de l'auteur sur Aristophane et le Museo del Risparmio (it) de Turin.
Le récit de la nuit que l'auteur a passé seule au musée de l'Acropole d'Athènes est paru au printemps 2023 dans la collection " Ma nuit au musée" chez Stock avec le titre Déplacer la lune de son orbite. Le livre, un plaidoyer à faveur de la restitution à la Grèce des marbres du Parthénon (aujourd'hui à Londres), a été un succès de critique en France, et a été traduit dans plusieurs langues. En Italie le livre est paru chez Einaudi avec le titre Spostare la luna dall'orbita.
Au printemps 2024, le livre Courir. De Marathon à Athènes les ailes aux pieds paraît chez Gallimard. Grand succès de critique et de presse, le livre est couronné par le Prix Jules Rimet et le Grand Prix Sport et Littérature de l'Association des Écrivains Sportifs.
Elle est vice-présidente des Écrivains de Marine, association affiliée au ministère des Armées et « engagée pour la préservation de la culture de la mer », pour laquelle elle a reçu le grade honorifique de capitaine de frégate.
Elle est membre du jury du Prix du Livre d'Histoire des Outre-mer et du prix du Grand Continent, revue avec laquelle elle collabore.
Elle anime une émission hebdomadaire à la Radio Nacional de España tous les vendredis soir autour de la culture classique et de la littérature.

## Publications

### Titres originaux
- (it) Andrea Marcolongo, La lingua geniale : 9 ragioni per amare il greco, Laterza, 2016 (ISBN 978-88-581-2661-5)[49].
- (it) Andrea Marcolongo, La misura eroica : il mito degli argonauti e il coraggio che spinge gli uomini ad amare, Mondadori, 2018 (ISBN 978-88-520-8583-3).
- (it) Andrea Marcolongo, Alla fonte delle parole : 99 etimologie che ci parlano di noi, Mondadori, 2019 (ISBN 978-88-04-71742-3).
- (it) La lezione di Enea, Laterza, 2020,  (ISBN 978-88-581-3967-7).
- (it) Il viaggio delle parole, Mondadori, 2022.
- (it)De arte gymnastica: da Maratona ad Atene con le ali ai piedi, Laterza, 2022,  (ISBN 978-88-581-4748-1)
- Déplacer la lune de son orbite, Stock, 12 avril 2023, 240 p. (EAN 9782234093751)
- Le Goût du risque, avec Patrice Franceschi et Loïc Finaz, Grasset, 2023.

### Traductions françaises
- La Langue géniale : 9 bonnes raisons d'aimer le grec (trad. Béatrice Robert-Boissier), Les Belles Lettres, 2018, 220 p. (présentation en ligne)
- La Part du héros : Le mythe des Argonautes et le courage d’aimer (trad. Béatrice Robert-Boissier), Les Belles Lettres, 2019, 272 p. (lire en ligne).
- Étymologies pour survivre au chaos (trad. Béatrice Robert-Boissier), Les Belles Lettres, 2020, 336 p. (présentation en ligne)
- L'art de résister : Comment “l'Énéide” nous apprend à traverser une crise (trad. Béatrice Robert-Boissier), Gallimard, 2021, 272 p. (ISBN 978-2072930829, lire en ligne)
- Courir. De Marathon à Athènes les ailes aux pieds, Gallimard 2024